# گوگل مپس
گوگل مَپز یا گوگل مَپس یا گوگل مَپ (به انگلیسی: Google Maps، به‌معنی: نقشه‌های گوگل) یک محصول وب از شرکت گوگل است. در گوگل مَپز، نقشه‌های دقیق و کاملی از زمین به همراه امکان مسیریابی با استفاده از سامانه موقعیت‌یاب جهانی (GPS) و همچنین گزارش وضعیت ترافیکی به کاربران ارائه می‌شود. در سال ۲۰۰۸ نسای منطبق با اندروید و آی‌اواس این نرم‌افزار جهت استفاده در تلفن‌های هوشمند معرفی شد. در سال ۲۰۱۳ این نرم‌افزار به عنوان پر استفاده‌ترین برنامهٔ تلفن‌های هوشمند شناخته شد. به طوری که ۵۴ درصد از کاربران تلفن‌های هوشمند دست کم یک بار از این برنامه استفاده کرده‌اند. در سال ۲۰۲۰ به‌طور ماهیانه بیش از یک میلیارد مرتبه از این برنامه توسط کاربران استفاده می‌شود.
گوگل مَپز از فناوری‌هایی چون Tele Atlas استفاده می‌کند. در نقشه‌های گوگل سه بخش وجود دارد:
1. فهرست‌های نقشه: نقشه‌های موجود را در دسته‌بندی‌های گوناگون ارائه می‌دهد.
2. نقشه‌های من: کاربران گوگل می‌توانند با استفاده از ابزارهایی که در این بخش در اختیار آن‌ها قرار می‌گیرد، به طراحی و اشتراک‌گذاری نقشه‌ها بپردازند.
3. آیکون‌هایی که می‌توان نقاط مختلف بر روی نقشه را با آن‌ها علامت‌گذاری کرد.[۳]

## نماهای مختلف در گوگل مپز

خودروی مخصوص Google Street view با دوربین سراسرنمای نصب‌شده روی آن. با حرکت این خودرو در جاده‌های موردنظر، تصاویر آن مکان‌ها ذخیره می‌شود.

گوگل مپز دیدن نقشه را به چندین حالت امکان‌پذیر کرده‌است:
1. نمای نقشه (map View): که به سبک نقشه‌های گرافیکی و معمول، از نمای بالا امکان رؤیت را فراهم می‌کند.
2. نمای ماهواره‌ای (Satellite View): این نما تصاویر ماهواره‌ای واقعی از تمام نقاط سطح زمین را برای کاربران مخابره می‌کند.
3. نمای زمین (Earth View): با نصب نرم‌افزار پلاگینِ گوگل ارث، امکان رؤیت تصاویر ماهواره‌ای به‌صورت سه‌بعدی مانند نرم‌افزار گوگل ارت برای مرورگر فراهم می‌شود.
4. نمای خیابان (Street view): در این نما که تنها در مکان‌هایی خاص قابل دسترسی است، تصاویری سه‌بعدی از درون خیابان‌های موردنظر قابل رؤیت است. این تصاویر قبلاً به‌کمک دوربین‌هایی سوار بر خودروهایی مخصوص از سطح خیابان‌ها گرفته شده‌است.

۵- نمای سه‌بعدی (3D View): این نما که به نمای هلیکوپتری معروف است، امکان رؤیت مسیرها را به‌صورت سه‌بعدی از آسمان فراهم می‌آورد.

۶- نمای درونی (Indoor view): در این نما، نقشهٔ ساختمان‌های چندطبقه به تفکیک طبقات آن نمایش داده می‌شود.

## نقشه‌ها
نقشه‌های به‌نمایش‌درآمده در گوگل مپز، در ابتدا فقط به کشور ایالات متحده و چند کشور اروپایی محدود می‌شد. نقشه‌ها توسط خود گوگل درست می‌شدند و امکان تغییرات در آن توسط کاربران وجود نداشت. تولید نقشه‌ها فرایندی طولانی و هزینه‌بر را طی می‌کردند تا سرانجام اجازهٔ نمایش عمومی پیدا کنند. با گذشت زمان، از دل آزمایشگاه‌های گوگل (Google Labs؛ پروژه‌های جدید گوگل ابتدا در آزمایشگاه تولید و به نمایش گذاشته می‌شوند و سپس عمومی می‌شوند) پروژه‌ای به نام Google Map Maker بیرون آمد که وظیفهٔ آن تسهیل در ساخت و به‌روزرسانی نقشه‌ها بود. گوگل مپز مِکِر در ژوئن ۲۰۰۸ از آزمایشگاه بیرون داده شد و هم‌زمان ۶۰ کشور را برای ساخت نقشه پشتیبانی می‌کرد، که ایران نیز البته جزء آن‌ها بود. در گوگل مپ مِیکِر، کاربران از هر جای زمین می‌توانند نقشه‌ها را توسعه دهند، ویرایش کنند یا حذف کنند. اطلاعاتی که کاربران عادی وارد می‌کنند ممکن است قابل اطمینان نباشد؛ بنابراین، گوگل قوانینی برای اطمینان حاصل کردن از اطلاعات واردشده وضع کرده‌است. کاربرانی که بیشتر از همه اطلاعات تأییدشده دارند، رتبهٔ بالاتری در گوگل مپ مِیکِر دارند و کاربران پایین‌تر برای انتشار نقشه‌های کشیده‌شده باید منتظر تأیید کاربران ردهٔ بالاتر باشند. قوانین دیگری هم وجود دارد؛ برای مثال، هنگام وارد کردن اطلاعات یک مکان، از شما پرسیده می‌شود چطور از صحت اطلاعات این مکان اطمینان دارید، و پاسخ می‌دهید: چون من اینجا زندگی می‌کنم! در حال حاضر، سرویس گوگل مپ به‌واسطهٔ نقشه‌های کشیده‌شده توسط کاربران در بیش از ۱۶۰ کشور جهان، نقشه‌های قابل اطمینانی دارد. نقشه‌ها و عکس‌های گوگل مپ در ایران نیز دارای کیفیت مطلوبی هستند. گوگل مپ مِیکِر قابلیتی بود که در ژوئن ۲۰۰۸ راه اندازی شد و در مارس ۲۰۱۷ غیرفعال شد. اکنون برای اصلاح و ایجاد تغییرات در گوگل مپز باید کاربر گوگل باشید و اگر اشکالی در نقشه مشاهده می‌کنید روی نقطه مورد نظر کلیک نموده و گزینه گزارش اشکال در داده‌ها را انتخاب نموده و مراحل توضیح اشکال در نقشه را توضیح دهید. در این مرحله گوگل مپز گزارش را بررسی می‌کند و اگر گزارش درست باشد نقشه را اصلاح می‌نماید.
سرعت سنج گوگل مپ:سرعت سنج گوگل مپ یک ابزار حرفه ای است و میتوان سرعت ماشن خود را گرفت 
تنظیمات سرعت سنج گوگل مپ:میتوان سرعت سنج گوگل مپ را دستکاری کرد ولی با اینکار پیگرد قانونی دارد ولی می توان قانون را دور زد و سرعت را کم وزیاد کرد.

## عملکرد

### نمای خیابان
در تاریخ ۲۵ می ۲۰۰۷ گوگل نمای خیابان (Street view) را منتشر کرد، یک ویژگی جدید از نقشه‌های گوگل که ۳۶۰ درجه نمایش پانوراما در سطح خیابان از مکان‌های مختلف را فراهم می‌کند. در تاریخ انتشار، این ویژگی تنها شامل پنج شهر در ایالات متحده بود. از آن زمان به هزاران مکان در سراسر جهان گسترش یافته‌است. در ژوئیه ۲۰۰۹، گوگل نقشه‌های دانشگاه‌ها و مسیرهای اطراف و مسیرهای پیاده‌روی را شروع کرد.
برای استفاده کاربران گوگل و کسانی که تمایل به ثبت عکسهای ۳۶۰ درجه کروی را دارند گوگل نرم‌افزار نمای خیابان را به‌صورت رایگان در فروشگاه پلی قرار داده که در دستگاه‌های اندروید قابل نصب می‌باشد.

### لیست‌های کسب و کار
گوگل فهرست‌های کسب و کار را از منابع مختلف آنلاین و غیرآنلاین تولید می‌کند. برای کاهش تکرار در فهرست، الگوریتم گوگل لیست‌ها را به‌طور خودکار بر اساس آدرس، شماره تلفن یا ژئوکد تلفیق می‌کند، اما گاهی اطلاعات مربوط به کسب و کارهای جداگانه به‌طور غریزی با هم ادغام می‌شوند، و در نتیجه لیست‌های اشتباه شامل عناصری از چندین شرکت می‌شوند. گوگل اجازه می‌دهد تا صاحبان کسب و کار، کسب و کار خود را از طریق Google My Business خود را تأیید کند و همچنین داوطلبان را برای بررسی و اصلاح اطلاعات حقیقی آنها استخدام کرده‌است.

### نقشه‌های داخل
در ماه مارس سال ۲۰۱۱، نقشه‌های داخلی به نقشه‌های گوگل اضافه شد و کاربران توانایی حرکت خود را در داخل ساختمان‌ها مانند فرودگاه‌ها، موزه‌ها، مراکز خرید، فروشگاه‌های بزرگ جعبه، دانشگاه‌ها، ایستگاه‌های حمل و نقل و دیگر فضاهای عمومی (از جمله امکانات زیر زمینی) خواهند داشت. گوگل صاحبان امکانات عمومی را تشویق می‌کند تا طرح‌های طبقه ای از ساختمان‌های خود را به منظور افزودن آنها به خدمات ارائه دهند. کاربران نقشه می‌توانند طبقه‌های مختلف ساختمان یا ایستگاه مترو را با کلیک کردن روی یک انتخابگر سطح که در نزدیکی هر سازه ای که در سطوح مختلف نقشه‌برداری شده‌است، مشاهده کنند.

### راهنماهای محلی گوگل
راهنماهای محلی گوگل برنامه ای است که توسط گوگل مپز راه اندازی شده‌است تا کاربران خود بتوانند به نقشه‌های گوگل کمک کنند و امکانات و مزایای بیشتری برای این کار ارائه دهند. این برنامه تا حدی جانشین گوگل مپ میکر
به عنوان ویژگی‌های برنامه سابق در وب سایت و برنامه یکپارچه آن شده‌است.
در برنامه راهنمای محلی گوگل برای کابران امتیاز در نظر گرفته می‌شود که این امتیازها فعالیت کاربر در زمینه‌های مختلف را نشان می‌دهد و تعیین سطح توسط گوگل انجام می‌شود و از سطح یک شروع شده و به سطح ۱۰ می‌رسد که آخرین سطح کابران راهنمای محلی گوگل می‌باشد. برای رسیدن به سطح ۱۰ هر کاربر باید یکصد امتیاز کسب کند و با توجه به این که اضافه نمودن هر عکس پانزده امتیاز و ویرایش مکان ۵ امتیاز رسیدن به امتیاز یکصد هزار نیاز به پشتکار و زمان دارد.
این برنامه شامل اضافه کردن بررسی‌ها، عکس‌ها، اطلاعات اساسی، فیلم‌ها و اصلاح اطلاعات مانند دسترسی به صندلی چرخدار است.

### نقشه من
My Maps یک ویژگی در Google Maps است که در آوریل ۲۰۰۷ راه اندازی شد و به کاربران این امکان را می‌دهد که نقشه‌های مورد نظر خود را برای استفاده شخصی یا اشتراک گذاری ایجاد کنند. کاربران می‌توانند با استفاده از یک ویرایشگر WYSIWYG نقاط، خطوط، شکل‌ها، یادداشت‌ها و تصاویر را در بالای نقشه‌های گوگل اضافه کنند. در واقع یک برنامه Android برای My Maps است که ابتدا در مارس ۲۰۱۳ با نام Google Maps Engine Lite منتشر شد.

### حالت تاریک
اپلیکیشن گوگل مپس دارای حالت تاریک یا دارک مود برای ناوبری مناسب برای کاربران است.